# Baszta Bociania w Dobrym Mieście
Baszta Bociania (także: Bocianie Gniazdo) – gotycka baszta obronna, fragment fortyfikacji miejskich we wschodniej części Dobrego Miasta (województwo warmińsko-mazurskie). Stanowi wizualny symbol miejscowości.
Obiekt powstał w XIV–XV wieku w północno-wschodnim narożniku linii murów. Jest jedynym dobrze zachowanym fragmentem średniowiecznych murów dobromiejskich. W 1945 stanowiła noclegownię dla żołnierzy sowieckich.
Jest to budowla na planie okręgu, o ceglanych elewacjach, ze stożkowym dachem, na szpicy którego znajduje się gniazdo bociana, co dało asumpt nazwie. W latach 50. XX wieku miał miejsce proces rewitalizacji struktury urbanistycznej miasta. Przeprowadzono wówczas inwentaryzację murów miejskich scalonych z basztą, opracowaną przez gdański oddział Państwowego Przedsiębiorstwa Pracownie Konserwacji Zabytków oraz inżynierów Czerlickiego i Sławomira Królikowskiego z Olsztyna (1952–1958). Na ich podstawie (po zasypaniu obniżenia nad Łyną) wykonano prace zabezpieczające baszty i murów. Prace finansowało Prezydium Wojewódzkiej Rady Narodowej oraz Wydział Kultury Wojewódzkiego Konserwatora Zabytków w Olsztynie. Wykonawcą było przedsiębiorstwo Jerzy Gawor Roboty murarsko-ciesielskie z Olsztyna. Na pierwszej kondygnacji zamurowano otwór wychodzący na mur. Część prac wykonywano zimą w sposób niewłaściwy, bez dopasowania do substancji zabytkowej. Ingerencja w zabytkową strukturę dzieła była w kilku aspektach zbyt daleko posunięta.
Baszta odremontowana została w latach 1970–1973 i obecnie mieści Muzeum Dobrego Miasta.
Na elewacji wmurowana jest tablica ku czci Kazimierza Sołłohuba i 675-lecia miasta.